# Trasporti a Nauru

Mappa di Nauru.

Il sistema dei trasporti di Nauru è molto scarno e di ridotte dimensioni, data la scarsa estensione del territorio statale (21 km²) e la sua morfologia pianeggiante. Il forte isolamento dell'isola, sperduta nell'oceano Pacifico, lontana dalle rotte aeree e navali, limita fortemente i contatti col resto del mondo.
Le infrastrutture di trasporto sono inoltre fortemente infulcrate sul trasporto del fosfato, principale risorsa dell'isola, i cui proventi hanno inoltre consentito, dopo l'indipendenza del 1968, di svilupparne di nuove e migliori.

## Trasporto su strada

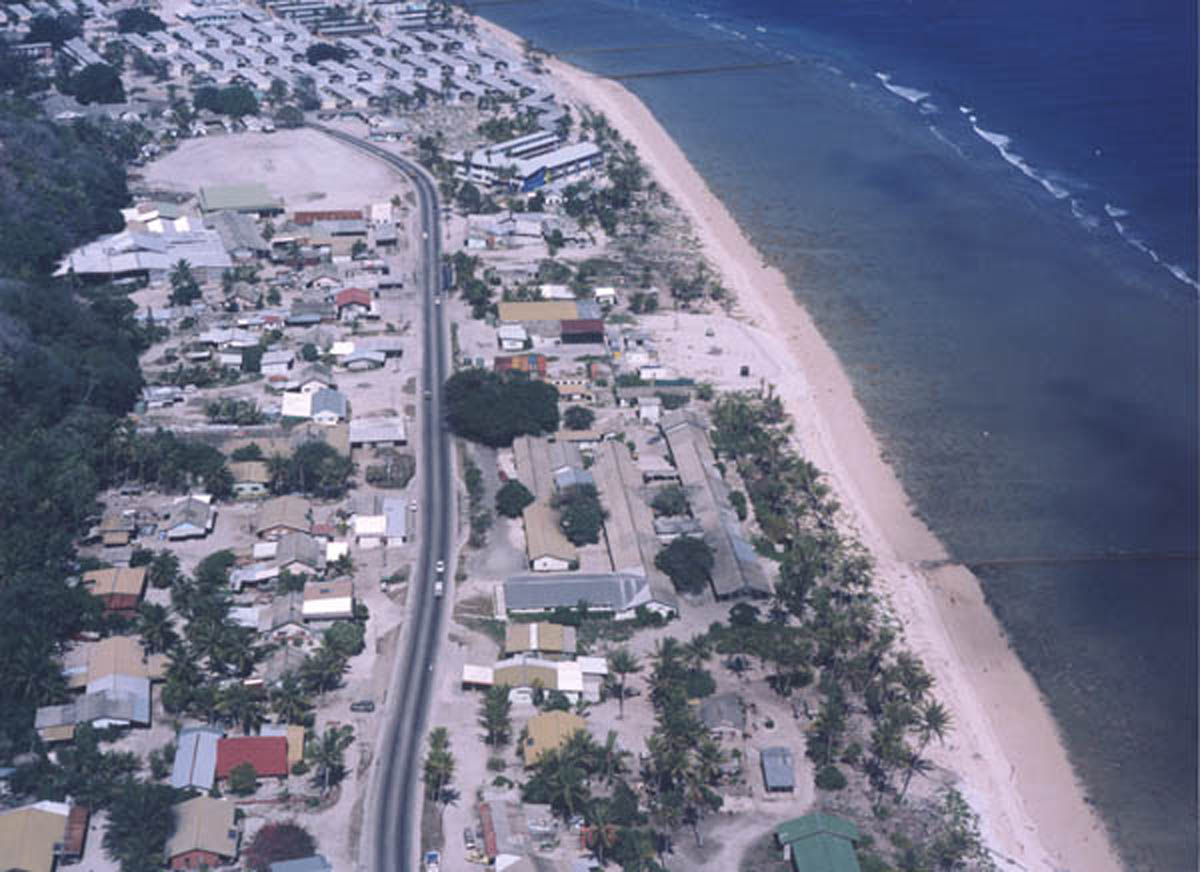
La Island Ring Road, principale strada dello stato, presso Denigomodu e Nibok.

La rete stradale di Nauru misura circa 40 km, dei quali 29 asfaltati. La principale via di comunicazione del paese è la Island Ring Road, una strada circolare lunga 17 km situata proprio sulla costa, che descrive il periplo dell'isola, collegando tutte le località principali. In autovettura, a velocità normale, si percorre in circa 20 minuti. Una diramazione la collega alla laguna di Buada. Molte altre strade e sentieri attraversano l'isola, principalmente ad uso della Republic of Nauru Phosphate Corporation, la società che gestisce l'estrazione del fosfato. L'intero sistema viario va a disegnare una stella imperniata sul centro dell'isola. L'unico mezzo di trasporto pubblico disponibile a Nauru è costituito da due taxi: il resto del traffico stradale automobilistico e motociclistico è privato.

## Trasporto su rotaia

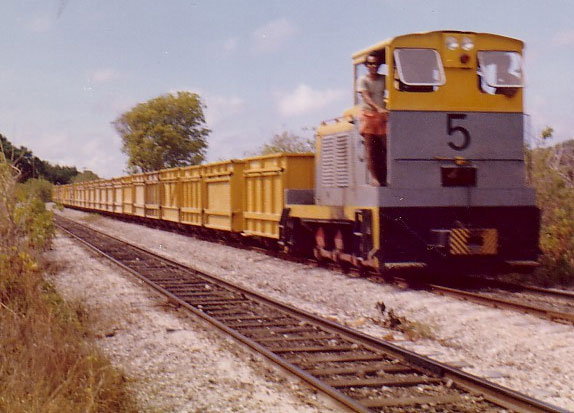
Treno in corsa nel 1975.

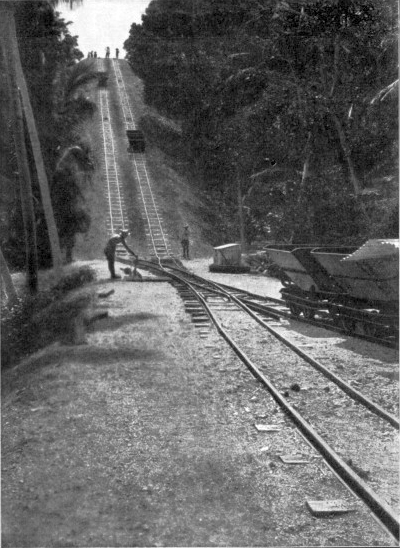
Un tratto di strada ferrata nel 1908.

L'unica linea ferroviaria di Nauru è a scartamento ridotto, lunga 3,9 km e unicamenta atta al trasporto di merci (in dettaglio fosfato). Collega la zona centrale dell'isola ad Aiwo passando per Buada e il massiccio del Command Ridge. La linea fu costruita proprio per il trasporto del fosfato da dei tecnici tedeschi nel 1907, in seguito alla scoperta dei giacimenti sull'isola nel 1901. Inizialmente concepita con uno scartamento di 610 mm fu poi trasformata nel 1920, durante la dominazione australiana, con uno scartamento di 914 mm.

## Trasporto aereo

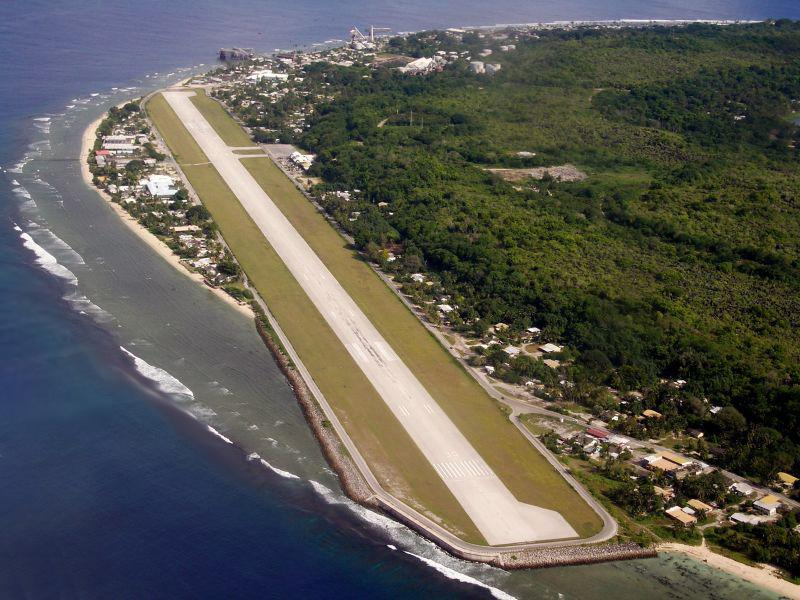
Vista aerea dell'aeroporto.

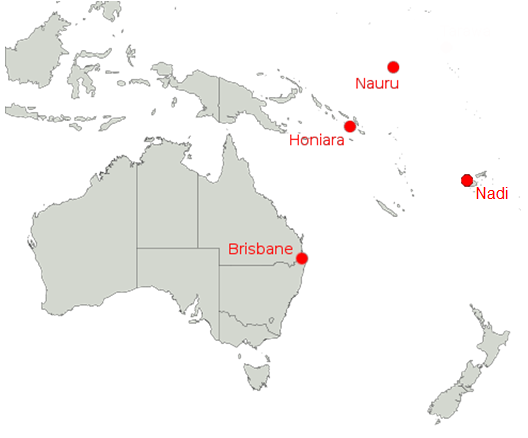
Destinazioni servite da Nauru Airlines.

Il trasporto aereo riveste un'importanza peculiare per questo stato insulare estremamente isolato. L'infrastruttura deputata allo scopo è l'Aeroporto Internazionale di Nauru, costruito durante l'occupazione giapponese nel 1943, in cui opera la compagnia aerea di bandiera Nauru Airlines (ex Air Nauru e poi Our Airline), fondata nel 1970. L'aeroporto è situato nella zona sud dello Stato ed occupa una vasta porzione di costa. Dispone di una pista d'atterraggio lunga 2150 metri, appena sufficiente ad accogliere velivoli da medio raggio come il Boeing 737. Nauru Airlines è l'unica compagnia a servire stabilmente lo scalo con voli di linea (il resto dello scarso traffico è costituito da voli charter e privati). Tra gli anni 1970 e 1980, nel periodo di massima floridezza dell'economia nauruana, l'aeroporto era uno dei principali interscambi sulle rotte aeree del Pacifico centrale, ed Air Nauru offriva un ampio ventaglio di destinazioni; in seguito alla crisi degli anni 1990 il traffico è stato drasticamente ridotto (Air Nauru dovette addirittura interrompere i voli nel 2005, per mancanza di fondi, riattivando i servizi nel 2006 con il nuovo nome di Our Airline).

## Trasporto marittimo

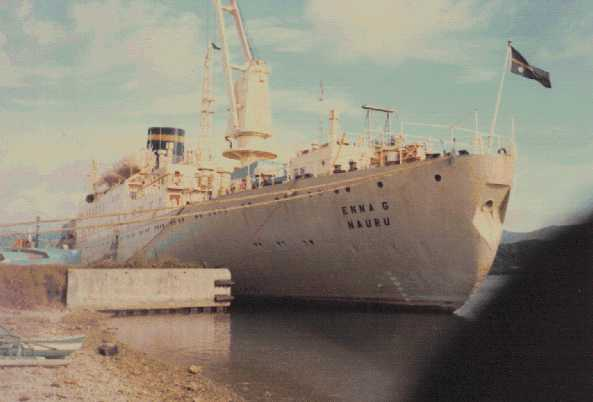
La nave Enna G della Nauru Pacific Line nel porto di Pohnpei (Micronesia) nel 1977.

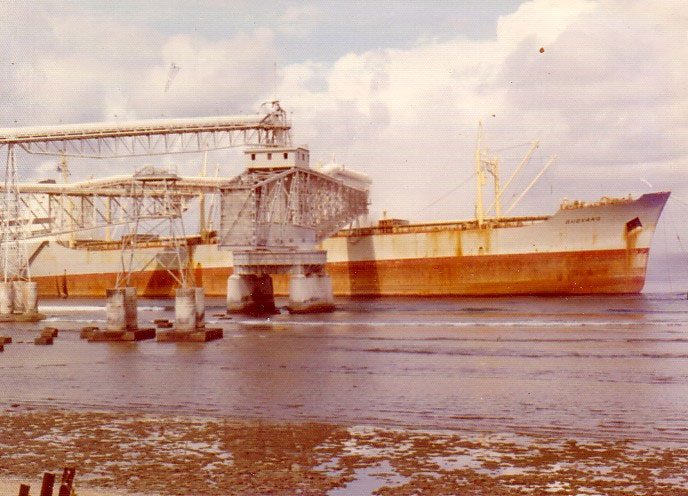
Nave all'ancora ad Aiwo mentre carica a bordo il fosfato

Fu proprio su delle imbarcazioni che i primi esseri umani sbarcarono a Nauru e colonizzarono l'isola. Al giorno d'oggi, il trasporto marittimo rimane importantissimo per l'economia dell'isola, ma deve far fronte a parecchie difficoltà: i fondali attorno all'isola (poco profondi e interessati dalla barriera corallina) impediscono di far attraccare navi di grande stazza.Tali navi devono dunque ancorarsi al largo e il loro carico viene scaricato in tranche da delle imbarcazioni più piccole che fanno la spola da e per il porto di Aiwo. Per consentire alle navi di caricare direttamente il fosfato senza intermediarî, sono stati installati ad Aiwo dei nastri trasportatori, montati su delle lunghe strutture a traliccio, che dalla costa si protendono verso il mare. Negli anni 1970 il governo nauruano creò una compagnia di trasporto di stato, la Nauru Pacific Line, per raggiungere l'autonomia in questo ramo del trasporto. La flotta constava di cinque navi, che servivano l'Australia, la Nuova Zelanda e altre località dell'Oceania. Quando lo Stato smise di finanziarla, la compagnia entrò in crisi e nel 1992 cessò l'attività, vendendo tutte le navi. Da allora Nauru è servita solo da navi straniere. Le imbarcazioni presenti oggi sull'isola sono di piccole dimensioni, perlopiù pescherecci.